# Cantonul Le Faou
Cantonul Le Faou este un canton din arondismentul Châteaulin, departamentul Finistère, regiunea Bretania, Franța.

## Comune
- Le Faou (reședință)
- Lopérec
- Pont-de-Buis-lès-Quimerch
- Rosnoën